# 미스터 마구
미스터 마구(Mr. Magoo)는 미국에서 제작된 당계례 감독의 1997년 영화이다. 레슬리 닐슨 등이 주연으로 출연하였고 벤 마이론 등이 제작에 참여하였다.

## 출연

### 주연
- 레슬리 닐슨 ... 퀸시 마구 역

### 조연
- 켈리 린치 ... 루앤 르슈르 / 프루넬라 페굴라 역
- 어니 허드슨 ... 거스 앤더스 역
- 스티븐 토보로스키 ... 척 스투팩 역
- 닉 친런드 ... 밥 모건 역
- 맷 키슬러 ... 왈도 마구 역
- 제니퍼 가너 ... 스테이시 샘파나호디트라 역
- 미겔 페레 ... 오르테가 페루 역
- 말콤 맥도웰 ... 오스틴 클로퀫 역

## 제작진
- 원조: UPA Productions of America
- 공동제작: 저스티스 그린
- 미술: 존 윌렛
- 의상: 톰 브론슨
- 배역: 도나 모론그
- 배역: 마시아 로스